# 岩手県医師会
一般社団法人岩手県医師会（いっぱんしゃだんほうじんいわてけんいしかい 英称 Iwate Medical Association）は、岩手県知事所管の岩手県の医師を会員とする法人。

## 本部所在地
- 〒020-8584 岩手県盛岡市菜園2-8-20

## 郡市医師会
- 盛岡市医師会 〒020-0013 盛岡市愛宕町18-6
- 岩手郡医師会 〒028-7303 八幡平市柏台2-8-2 東八幡平病院内
- 紫波郡医師会 〒028-3305 紫波郡紫波町日詰字下丸森121-7
- 花巻市医師会 〒025-0075 花巻市花城町10-27 花巻商工会議所会館内
- 北上医師会 〒024-0035 北上市花園町1-7-4
- 奥州市医師会 〒023-0032 奥州市水沢区字多賀21-1 奥州市医師会館内
- 一関市医師会 〒021-0884 一関市大手町3-40 岩手日報ビル5階
- 気仙医師会 〒022-0003 大船渡市盛町字内ノ目6-1 気仙医師会館内
- 釜石医師会 〒026-0034 釜石市中妻町3-6-10
- 宮古医師会 〒027-0061 宮古市西町1-6-2
- 遠野市医師会 〒028-0522 遠野市新穀町1-11 とぴあ2階
- 久慈医師会 〒028-0056 久慈市中町1-67 久慈市役所分庁舎2階
- 二戸医師会 〒028-6101 二戸市福岡字八幡下11-1 二戸市総合福祉ｾﾝﾀｰ内
- 岩手医科大学医師会 〒020-8505 盛岡市内丸19-1 岩手医科大学 企画部 企画課内